# Siikakoski
Siikakoski är en fors i Finland.   Den ligger i landskapet Mellersta Finland, i den centrala delen av landet, 280 km norr om huvudstaden Helsingfors. Siikakoski ligger 117 meter över havet.
Terrängen runt Siikakoski är platt. Runt Siikakoski är det mycket glesbefolkat, med 5 invånare per kvadratkilometer. Närmaste större samhälle är Konnevesi, 1,7 km väster om Siikakoski. I omgivningarna runt Siikakoski växer i huvudsak blandskog.